# グレン郡 (カリフォルニア州)
グレン郡（英: Glenn County）は、アメリカ合衆国カリフォルニア州のセントラル・バレーにある郡。人口は2万8917人（2020年）。郡庁所在地はウィローズである。

## 歴史
グレン郡は1891年にコルサ郡の部分から設立された。郡名は、当時の州内で最大の小麦生産農家であり、政治と商業の分野で非常に著名であったヒュー・J・グレンに因んで名づけられた

## 地理
アメリカ合衆国国勢調査局に拠れば、郡域全面積は1,327平方マイル (3,436.9 km2)であり、このうち陸地は1,315平方マイル (3,405.8 km2)、水域は12平方マイル (31.1 km2)で水域率は0.93%である。

### 隣接する郡
- コルサ郡 - 南
- レイク郡 - 南西
- メンドシーノ郡 - 西
- テハマ郡 - 北
- ビュート郡 - 東

### 国立自然保護地域
- メンドシーノ国立の森（部分）
- サクラメント国立野生生物保護区（部分）
- サクラメント川国立野生生物保護区（部分）

## 都市と町
- ウィローズ（郡庁所在地）
- オーランド
- ビュートシティ
- フルート
- ハミルトンシティ
- エルククリーク

## 政治
グレン郡はアメリカ合衆国大統領および連邦議会選挙で共和党の強い地盤であり、州内でも最も共和党を強く支持している。大統領選挙で民主党が多数を取ったのは1964年のリンドン・B・ジョンソンが最後だった。
アメリカ合衆国下院議員の選挙ではカリフォルニア州第2選挙区の一部であり、カリフォルニア州議会下院議員の選挙では第2選挙区、カリフォルニア州議会上院議員の選挙では第4選挙区に入っており、2010年時点で全て共和党議員が努めている。
2008年の命題8に関する住民投票で郡内投票者の73.3%は法案に賛成した。これは同性同士の結婚を禁止するためのカリフォルニア州憲法修正案だった。

## 交通

### 主要高規格道路
- 州間高速道路5号線
- カリフォルニア州道32号線
- カリフォルニア州道45号線
- カリフォルニア州道162号線

### 公共交通
グレン・ライドがウィローズからハミルトンシティおよびビュート郡のチコ市にバス便を運行している。アムトラックの最も近い駅はチコにある。

### 空港
ウィローズ・グレン郡空港とヘイ飛行場の2つの空港があり、どちらも一般用途空港である。

### 鉄道
カリフォルニア・ノーザン鉄道の支線がウィローズに通っている。本線は北のテハマ郡テハマ市から南のヨロ郡デイビス市を結んでおり、デイビスでユニオン・パシフィック鉄道に接続できる。この支線がカリフォルニア・ノーザン鉄道にリースされる以前はサザン・パシフィック鉄道が運営しており、ウェストサイド線と呼ばれていた。この線は1879年12月28日にデイビスからウィローズまで開通した。1884年、ウェストサイド・アンド・メンドシーノ鉄道がウィローズから西のフルートまでの線を建設した。

## 人口動態
以下は2000年の国勢調査による人口統計データである。
| 基礎データ - 人口: 26,453人 - 世帯数: 9,172 世帯 - 家族数: 6,732 家族 - 人口密度: 8人/km2（20人/mi2） - 住居数: 9,982軒 - 住居密度: 3軒/km2（8/mi2） 人種別人口構成 - 白人: 71.78% - アフリカン・アメリカン: 0.59% - ネイティブ・アメリカン: 2.09% - アジア人: 3.38% - 太平洋諸島系: 0.13% - その他の人種: 18.18% - 混血: 3.86% - ヒスパニック・ラテン系: 29.64% - ドイツ系アメリカ人: 10.8% - 先祖がアメリカ人: 9.4% - イングランド系アメリカ人: 6.2% - アイルランド系アメリカ人: 5.9% 主たる言語による人口構成 - 英語: 69.5% - スペイン語: 27.0% - モン語: 2.1% | 年齢別人口構成 - 18歳未満: 30.8% - 18-24歳: 8.7% - 25-44歳: 26.8% - 45-64歳: 20.7% - 65歳以上: 13.0% - 年齢の中央値: 34歳 - 性比（女性100人あたり男性の人口） - 総人口: 102.2 - 18歳以上: 99.5 世帯と家族（対世帯数） - 18歳未満の子供がいる: 38.1% - 結婚・同居している夫婦: 56.7% - 未婚・離婚・死別女性が世帯主: 10.9% - 非家族世帯: 26.6% - 単身世帯: 22.0% - 65歳以上の老人1人暮らし: 10.7% - 平均構成人数 - 世帯: 2.84人 - 家族: 3.33人 収入と家計 - 収入の中央値 - 世帯: 32,107米ドル - 家族: 37,023米ドル - 性別 - 男性: 29,480米ドル - 女性: 21,766米ドル - 人口1人あたり収入: 14,069米ドル - 貧困線以下 - 対人口: 18.1% - 対家族数: 12.5% - 18歳未満: 26.3% - 65歳以上: 7.6% |